# بلوغ (مونک)
بلوغ (نروژی: Pubertet) اثر ادوارد مونک است. مونک نقاش هیجان‌نمای نروژی است. بلوغ یک اثر چاپ‌سنگی و چاپ فلزی است.

## رشد هنری
بلوغ یک جرقه برگرفته از احساسات و عواطف فردی و ناشی از تجربیات مونک است.

## یادداشت
1. ↑  Deknatel, 1950 p. 15